# Ravenstein (Hennef)
Ravenstein ist ein Ortsteil der Stadt Hennef (Sieg) im Rhein-Sieg-Kreis in Nordrhein-Westfalen. 

## Lage
Der Ort liegt in einer Höhe von 142 bis 179 Metern über N.N. in einem Tal zwischen den Hängen des Westerwaldes, aber noch im Naturpark Bergisches Land.

## Geschichte
In Ravenstein gibt es Überreste der Burg Ravenstein. 1450 wurde im Bödinger Memorienbuch der Knappe Philipp Roys und seine Frau Heylwigis von Ravenstein benannt. Später war Ravenstein ein Adelssitz, der in der Zeit der bergischen Herrschaft mit einem Sitz im Düsseldorfer Landtag verbunden war. Im 18. Jahrhundert verfiel die Burg.
Bereits 1729 wurde eine zu Ravenstein gelegene frey Mahlmühl erwähnt. Die noch existierende Mühle stellte 1967 ihren Betrieb ein.
1910 gab es in Ravenstein die Haushalte Schuster Adolf Dickhausen, Ackerer Peter Dickhausen, Müller Matthias Kohl, Fabrikarbeiter Heinrich Weber und Ackerer Peter Weber, Fabrikarbeiter Wilhelm Weiß und Ackerin Katharina Welteroth.
Bis zum 1. August 1969 gehörte Ravenstein zur Gemeinde Uckerath, im Rahmen der kommunalen Neugliederung des Raumes Bonn wurde Uckerath, damit auch der Ort Ravenstein, der damals neuen amtsfreien Gemeinde „Hennef (Sieg)“ zugeordnet.